# Маунт-Вікторі (Огайо)
Маунт-Вікторі (англ. Mount Victory) — селище (англ. village) в США, в окрузі Гардін штату Огайо. Населення — 601 особа (2020).

## Географія
Маунт-Вікторі розташований за координатами 40°32′1″ пн. ш. 83°31′13″ зх. д. / 40.53361° пн. ш. 83.52028° зх. д. (40.533513, -83.520275).  За даними Бюро перепису населення США в 2010 році селище мало площу 1,98 км², уся площа — суходіл.

## Демографія
Згідно з переписом 2010 року, у селищі мешкало 627 осіб у 249 домогосподарствах у складі 172 родин. Густота населення становила 316 осіб/км².  Було 279 помешкань (141/км²).
Расовий склад населення:
| - 98,1 % — білих - 0,6 % — чорних або афроамериканців - 0,5 % — азіатів |

До двох чи більше рас належало 0,3 %. Частка іспаномовних становила 1,1 % від усіх жителів.
За віковим діапазоном населення розподілялося таким чином: 25,4 % — особи молодші 18 років, 58,3 % — особи у віці 18—64 років, 16,3 % — особи у віці 65 років та старші. Медіана віку мешканця становила 37,3 року. На 100 осіб жіночої статі у селищі припадало 97,2 чоловіків;  на 100 жінок у віці від 18 років та старших — 92,6 чоловіків також старших 18 років.
Середній дохід на одне домашнє господарство  становив 48 654 долари США (медіана — 40 208), а середній дохід на одну сім'ю — 53 194 долари (медіана — 43 750). За межею бідності перебувало 8,6 % осіб, у тому числі 7,6 % дітей у віці до 18 років та 5,3 % осіб у віці 65 років та старших.
Цивільне працевлаштоване населення становило 274 особи. Основні галузі зайнятості: виробництво — 25,2 %, освіта, охорона здоров'я та соціальна допомога — 20,8 %, роздрібна торгівля — 12,0 %, науковці, спеціалісти, менеджери — 9,9 %.